# Centro Ciência Viva de Vila do Conde
O Centro Ciência Viva de Vila do Conde localiza-se em Vila do Conde, em Portugal, e constitui-se num espaço interativo, integrante da rede de Centros Ciência Viva.

## O edifício
O centro está instalado na antiga Cadeia Civil, edifício com planta no formato de um dodecágono, que contém um pátio interior com uma grande clarabóia em vidro. A cadeia cessou de funcionar na década de 1970 e o imóvel, requalificado, reabriu as suas portas em Março de 2002 como Centro Ciência Viva.

## Exposição
O centro apresenta como exposição permanente "A Água no Corpo Humano - Sangue", dividida em vários módulos interativos onde são explorados conceitos de áreas tão diversas como a Matemática, a Física, a Química e a Biologia, como por exemplo:
- Restaurante Sangue Bom
- Cada Coração Seu Ritmo
- Sangue Veículo da Vida

Os visitantes podem ainda observar um aquário com 2000 litros de água salgada, contendo espécimes de robalos, sargos, tainhas, ouriços-do-mar, estrelas-do-mar, caranguejos e anêmonas, entre outros.
O centro conta ainda com um auditório com capacidade para 60 pessoas, mediateca e um laboratório, além de um Ciberespaço com 16 postos.